# Bisboeckelera
Bisboeckelera es un género de plantas herbáceas de la familia de las ciperáceas.  Comprende 8 especies descritas y de estas, solo 4 aceptadas.

## Taxonomía
El género fue descrito por Carl Ernst Otto Kuntze y publicado en Revisio Generum Plantarum 2: 747. 1891. La especie tipo es: Bisboeckelera irrigua (Nees) Kuntze

## Especies aceptadas
A continuación se brinda un listado de las especies del género Bisboeckelera aceptadas hasta febrero de 2014, ordenadas alfabéticamente. Para cada una se indica el nombre binomial seguido del autor, abreviado según las convenciones y usos.
- Bisboeckelera irrigua (Nees) Kuntze
- Bisboeckelera longifolia (Rudge) Kuntze
- Bisboeckelera microcephala (Boeckeler)
- Bisboeckelera vinacea Standl.